# Jordyn Jones
Jordyn Jones (* 13. März 2000 in Kalamazoo, Michigan) ist eine US-amerikanische Sängerin, Tänzerin und Webvideoproduzentin. Sie trat bereits auf großen Bühnen, wie zum Beispiel bei den MTV Video Music Awards, den Kids Choice Awards und The X Factor auf. Sie wird von Creative Artists Agency und Reload Management unterstützt.

## Karriere
In der Gruppe The 5 LP’s machte Jordyn ihre ersten Bühnenerfahrungen. Bereits im Jahr 2012 war sie in der amerikanischen Fernsehserie Abby’s Ultimate Dance Competition zu sehen. Dort schied sie in der achten von zehn Episoden aus. Auch später tauchte sie in verschiedenen Fernsehshows, wie zum Beispiel Dancing with the Stars, Disney Channel’s Shake It Up, X Factor, dem Kid’s Choice Awards und den MTV Video Music Awards, auf. Im April 2014 lud sie auf ihrem YouTube-Kanal ihr bisher erfolgreichstes Video hoch. Das Cover des Songs Banji von Sharaya J hat inzwischen über 30 Millionen Klicks. Anfang 2016 war sie Teil des YouTube Red Original Movie Dance Camp. Immer wieder tritt Jordyn als Sängerin, Rapperin und Tänzerin bei Shows auf.

## Leben
Jordyn Jones lebt zusammen mit ihrer Mutter Kelly Jones und ihren beiden Brüdern Skyler und Casey in Studio City, einem Stadtteil von Los Angeles. Ihr Vater Tim Jones starb 2019.

## Veröffentlichungen
Hier geht es ausschließlich um Musikvideos auf YouTube.

### Eigene Songs
- 2015: I’m Dappin
- 2015: U Already Know (feat. Josh Levi)
- 2016: Fiyacracka
- 2016: BRUH!
- 2017: Summer
- 2017: All I Need
- 2017: Best Christmas Ever
- 2018: Can’t Say No
- 2018: Bad Lil Mama
- 2019: think about u
- 2019: cut ’em off
- 2019: cover up
- 2019: more

### Cover
- 2014: Banji (Original: Sharaya J)
- 2014: Fancy (Original: Iggy Azalea)
- 2014: Lip Gloss (Original: Lil Mama)
- 2014: Winter Wonderland (feat. Forever in Your Mind)
- 2015: Lips Are Movin (Original: Meghan Trainor)
- 2015: This Is How We Do (Original: Katy Perry)
- 2016: Sit Still, Look Pretty (Original: Daya)
- 2016: Let It Snow
- 2018: The Middle (Original: Zedd)

### Mitwirkung bei anderen Youtubern
- 2014: Love More – Chris Brown feat. Nicki Minaj („Dance More“-Parodie – Carson Lueders feat. Jordyn Jones)
- 2014: Shake It Off – Taylor Swift (Cover - MattyBRaps feat. Skylar Stecker & Jordyn Jones)
- 2014: Take Over – Carson Lueders (Official Music Video – feat. Jordyn Jones)
- 2015: Thinking Out Loud – Ed Sheeran (Cover – Cheskino; Dancing: Jordyn Jones)
- 2015: Sweet Little Something – Forever In Your Mind (Official Music Video – feat. Jordyn Jones)
- 2015: 100 DANCING ROBOTS COME TO LIFE! (Music Dance Video – ScottDW feat. Jordyn Jones)
- 2016: Closer – New District (Official Music Video – feat. Jordyn Jones)
- 2019: Gotaga - Gotaga x Jordyn Jones on Fortnite